# Signal Hill-Patience Hill
Signal Hill-Patience Hill es una localidad de Trinidad y Tobago, que forma parte de la parroquia de St. Andrew.

## Geografía
La localidad abarca parte de la isla de Tobago y limita al norte con Patience Hill, al sur con Lambeau, al este con Spring Garden-Signall Hill y al oeste con Carnbee-Patience Hill y Sherwood Park.

## Demografía
Datos demográficos de la localidad de Signal Hill-Patience Hill:
| Gráfica de evolución demográfica de Signal Hill-Patience Hill entre 2000 y 2011 |
|                                                                                 |